# 1979年のワールドシリーズ
1979年の野球において、メジャーリーグベースボール（MLB）優勝決定戦の第76回ワールドシリーズ（英語: 76th World Series）は、10月10日から17日にかけて計7試合が開催された。その結果、ピッツバーグ・パイレーツ（ナショナルリーグ）がボルチモア・オリオールズ（アメリカンリーグ）を4勝3敗で下し、8年ぶり5回目の優勝を果たした。
両チームの対戦は、1971年以来8年ぶり2回目。対戦カードだけでなく、10月17日の最終第7戦にパイレーツが勝って4勝3敗で優勝、という結果も8年前のシリーズと同じである。7戦4勝制のシリーズにおいて、1勝3敗からの逆転優勝と2勝3敗から敵地2連勝での逆転優勝は、いずれも1968年のデトロイト・タイガース以来11年ぶりで、前者は4回目、後者は6回目。シリーズMVPには、最終第7戦で逆転・決勝の2点本塁打を含む4安打を放つなど、7試合で打率.400・3本塁打・7打点・OPS 1.208という成績を残したパイレーツのウィリー・スタージェルが選出された。スタージェルは、今シリーズに先立つレギュラーシーズンとナショナルリーグ優勝決定戦でもMVPを受賞しており、1年で3つのMVPを総なめにした史上初の選手となる。
この年の1月には、アメリカンフットボール・NFLの第13回スーパーボウルでもピッツバーグ・スティーラーズが優勝していた。これによりペンシルベニア州ピッツバーグは、1969年のニューヨーク州ニューヨーク以来10年ぶりに、同じ年にスーパーボウルとワールドシリーズの両方を制した都市となった。スーパーボウルMVPのテリー・ブラッドショーと今シリーズMVPのスタージェルはこの年12月、雑誌『スポーツ・イラストレイテッド』選出のスポーツメン・オブ・ザ・イヤー賞を共同受賞した。さらに1980年1月、スティーラーズは第14回スーパーボウルに勝利し連覇を達成した。12か月間でスーパーボウルとワールドシリーズを合わせて3回連続で制した都市は、ピッツバーグが史上初である。
ワールドシリーズでは1976年から指名打者（DH）制度が導入され、1985年までの10年間は、偶数年は全試合で採用、奇数年は全試合で不採用とされていた。したがって今シリーズでは、DH制は採用されていない。

## 試合結果
1979年のワールドシリーズは10月10日に開幕し、途中に移動日を挟んで8日間で7試合が行われた。日程・結果は以下の通り。
| 日付                                                    | 試合  | ビジター球団（先攻）     | スコア         | ホーム球団（後攻）       | 開催球場                     | 開催球場                                                    |
| ------------------------------------------------------- | ----- | ------------------------ | -------------- | ------------------------ | ---------------------------- | ----------------------------------------------------------- |
| 10月09日（火）                                          | 第1戦 | 降雪により順延           | 降雪により順延 | 降雪により順延           | メモリアル・スタジアム       | メモリアル・ · スタジアムスリー・ · リバース・ · スタジアム |
| 10月10日（水）                                          | 第1戦 | ピッツバーグ・パイレーツ | 4－5           | ボルチモア・オリオールズ | メモリアル・スタジアム       | メモリアル・ · スタジアムスリー・ · リバース・ · スタジアム |
| 10月11日（木）                                          | 第2戦 | ピッツバーグ・パイレーツ | 3－2           | ボルチモア・オリオールズ | メモリアル・スタジアム       | メモリアル・ · スタジアムスリー・ · リバース・ · スタジアム |
| 10月12日（金）                                          | 第3戦 | ボルチモア・オリオールズ | 8－4           | ピッツバーグ・パイレーツ | スリー・リバース・スタジアム | メモリアル・ · スタジアムスリー・ · リバース・ · スタジアム |
| 10月13日（土）                                          | 第4戦 | ボルチモア・オリオールズ | 9－6           | ピッツバーグ・パイレーツ | スリー・リバース・スタジアム | メモリアル・ · スタジアムスリー・ · リバース・ · スタジアム |
| 10月14日（日）                                          | 第5戦 | ボルチモア・オリオールズ | 1－7           | ピッツバーグ・パイレーツ | スリー・リバース・スタジアム | メモリアル・ · スタジアムスリー・ · リバース・ · スタジアム |
| 10月15日（月）                                          |       | 移動日                   | 移動日         | 移動日                   |                              | メモリアル・ · スタジアムスリー・ · リバース・ · スタジアム |
| 10月16日（火）                                          | 第6戦 | ピッツバーグ・パイレーツ | 4－0           | ボルチモア・オリオールズ | メモリアル・スタジアム       | メモリアル・ · スタジアムスリー・ · リバース・ · スタジアム |
| 10月17日（水）                                          | 第7戦 | ピッツバーグ・パイレーツ | 4－1           | ボルチモア・オリオールズ | メモリアル・スタジアム       | メモリアル・ · スタジアムスリー・ · リバース・ · スタジアム |
| 優勝：ピッツバーグ・パイレーツ（4勝3敗 / 8年ぶり5度目） |       |                          |                |                          |                              | メモリアル・ · スタジアムスリー・ · リバース・ · スタジアム |

### 第1戦 10月10日
- メモリアル・スタジアム（メリーランド州ボルチモア）

|                          | 1 | 2 | 3 | 4 | 5 | 6 | 7 | 8 | 9 | R | H  | E |
| ------------------------ | - | - | - | - | - | - | - | - | - | - | -- | - |
| ピッツバーグ・パイレーツ | 0 | 0 | 0 | 1 | 0 | 2 | 0 | 1 | 0 | 4 | 11 | 3 |
| ボルチモア・オリオールズ | 5 | 0 | 0 | 0 | 0 | 0 | 0 | 0 | X | 5 | 6  | 3 |

1. 勝利：マイク・フラナガン（1勝）
2. 敗戦：ブルース・キーソン（1敗）
3. 本塁打
PIT：ウィリー・スタージェル1号ソロ
BAL：ダグ・デシンセイ1号2ラン
4. 審判
［球審］ジェリー・ニューデッカー（AL）
［塁審］一塁: ボブ・エンゲル（NL）、二塁: ラス・ゲーツ（AL）、三塁: テリー・テイタ（NL）
［外審］左翼: ジム・マッキーン（AL）、右翼: ポール・ランギー（NL）
5. 夜間試合  試合時間: 3時間18分  観客: 5万3735人  気温: 41°F（5°C）
詳細: MLB.com Gameday / Baseball-Reference.com

| ピッツバーグ・パイレーツ | ピッツバーグ・パイレーツ | ピッツバーグ・パイレーツ | ピッツバーグ・パイレーツ | ピッツバーグ・パイレーツ                                                                                     | ボルチモア・オリオールズ | ボルチモア・オリオールズ | ボルチモア・オリオールズ | ボルチモア・オリオールズ | ボルチモア・オリオールズ                                                                                                   |
| ------------------------ | ------------------------ | ------------------------ | ------------------------ | --- | ------------------------ | ------------------------ | ------------------------ | ------------------------ | --- |
| 打順                     | 守備                     | 選手                     | 打席                     | B・キーソンS・ニコシアW・スター · ジェルP・ガーナーB・マドロックT・フォーリB・ロビンソンO・モレノD・パーカー | 打順                     | 守備                     | 選手                     | 打席                     | M・フラナガンR・デンプシーE・マレーB・スミスD・デシンセイM・ベランガーJ・ローウェン · スタインA・バンブリーK・シングルトン |
| 1                        | 中                       | O・モレノ                | 左                       | B・キーソンS・ニコシアW・スター · ジェルP・ガーナーB・マドロックT・フォーリB・ロビンソンO・モレノD・パーカー | 1                        | 中                       | A・バンブリー            | 左                       | M・フラナガンR・デンプシーE・マレーB・スミスD・デシンセイM・ベランガーJ・ローウェン · スタインA・バンブリーK・シングルトン |
| 2                        | 遊                       | T・フォーリ              | 右                       | B・キーソンS・ニコシアW・スター · ジェルP・ガーナーB・マドロックT・フォーリB・ロビンソンO・モレノD・パーカー | 2                        | 遊                       | M・ベランガー            | 右                       | M・フラナガンR・デンプシーE・マレーB・スミスD・デシンセイM・ベランガーJ・ローウェン · スタインA・バンブリーK・シングルトン |
| 3                        | 右                       | D・パーカー              | 左                       | B・キーソンS・ニコシアW・スター · ジェルP・ガーナーB・マドロックT・フォーリB・ロビンソンO・モレノD・パーカー | 3                        | 右                       | K・シングルトン          | 両                       | M・フラナガンR・デンプシーE・マレーB・スミスD・デシンセイM・ベランガーJ・ローウェン · スタインA・バンブリーK・シングルトン |
| 4                        | 左                       | B・ロビンソン            | 右                       | B・キーソンS・ニコシアW・スター · ジェルP・ガーナーB・マドロックT・フォーリB・ロビンソンO・モレノD・パーカー | 4                        | 一                       | E・マレー                | 両                       | M・フラナガンR・デンプシーE・マレーB・スミスD・デシンセイM・ベランガーJ・ローウェン · スタインA・バンブリーK・シングルトン |
| 5                        | 一                       | W・スタージェル          | 左                       | B・キーソンS・ニコシアW・スター · ジェルP・ガーナーB・マドロックT・フォーリB・ロビンソンO・モレノD・パーカー | 5                        | 左                       | J・ローウェンスタイン    | 左                       | M・フラナガンR・デンプシーE・マレーB・スミスD・デシンセイM・ベランガーJ・ローウェン · スタインA・バンブリーK・シングルトン |
| 6                        | 三                       | B・マドロック            | 右                       | B・キーソンS・ニコシアW・スター · ジェルP・ガーナーB・マドロックT・フォーリB・ロビンソンO・モレノD・パーカー | 6                        | 三                       | D・デシンセイ            | 右                       | M・フラナガンR・デンプシーE・マレーB・スミスD・デシンセイM・ベランガーJ・ローウェン · スタインA・バンブリーK・シングルトン |
| 7                        | 捕                       | S・ニコシア              | 右                       | B・キーソンS・ニコシアW・スター · ジェルP・ガーナーB・マドロックT・フォーリB・ロビンソンO・モレノD・パーカー | 7                        | 二                       | B・スミス                | 両                       | M・フラナガンR・デンプシーE・マレーB・スミスD・デシンセイM・ベランガーJ・ローウェン · スタインA・バンブリーK・シングルトン |
| 8                        | 二                       | P・ガーナー              | 右                       | B・キーソンS・ニコシアW・スター · ジェルP・ガーナーB・マドロックT・フォーリB・ロビンソンO・モレノD・パーカー | 8                        | 捕                       | R・デンプシー            | 右                       | M・フラナガンR・デンプシーE・マレーB・スミスD・デシンセイM・ベランガーJ・ローウェン · スタインA・バンブリーK・シングルトン |
| 9                        | 投                       | B・キーソン              | 右                       | B・キーソンS・ニコシアW・スター · ジェルP・ガーナーB・マドロックT・フォーリB・ロビンソンO・モレノD・パーカー | 9                        | 投                       | M・フラナガン            | 左                       | M・フラナガンR・デンプシーE・マレーB・スミスD・デシンセイM・ベランガーJ・ローウェン · スタインA・バンブリーK・シングルトン |
| 先発投手                 | 先発投手                 | 先発投手                 | 投球                     | B・キーソンS・ニコシアW・スター · ジェルP・ガーナーB・マドロックT・フォーリB・ロビンソンO・モレノD・パーカー | 先発投手                 | 先発投手                 | 先発投手                 | 投球                     | M・フラナガンR・デンプシーE・マレーB・スミスD・デシンセイM・ベランガーJ・ローウェン · スタインA・バンブリーK・シングルトン |
| B・キーソン              | B・キーソン              | B・キーソン              | 右                       | B・キーソンS・ニコシアW・スター · ジェルP・ガーナーB・マドロックT・フォーリB・ロビンソンO・モレノD・パーカー | M・フラナガン            | M・フラナガン            | M・フラナガン            | 左                       | M・フラナガンR・デンプシーE・マレーB・スミスD・デシンセイM・ベランガーJ・ローウェン · スタインA・バンブリーK・シングルトン |

第1戦は当初は9日に開催予定だったが、雪混じりの雨が降ったため翌10日に順延された。降雪による試合の順延はワールドシリーズ史上初である。10日、オリオールズの第1戦先発投手マイク・フラナガンは「起きて窓の外を見たら芝生に雪が積もってて、3か月くらい寝過ごしちまったかと思った」という。試合開始時の気温41°F（5°C）は記録が残るなかではシリーズ史上最も低く、また試合中も雨が降り続けていた。
オリオールズは1番アル・バンブリーが初回裏、パイレーツ先発投手ブルース・キーソンの初球を捉え、左前打で出塁する。これを皮切りに一死満塁とすると、5番ジョン・ローウェンスタインのニゴロを二塁手フィル・ガーナーが二塁へ悪送球し、バンブリーら2走者が生還して先制点を挙げる。ガーナーはこの失策について「足は冷たいし手はかじかむし体は震えるし。打球がグラブに入った感覚もなくて、送球は石鹸みたいに手を滑っていった」と、原因を寒さに求めた。さらに一死一・三塁で6番ダグ・デシンセイの打席、キーソンが2ボールからの3球目を暴投し、三塁走者エディ・マレーが3点目のホームを踏む。そしてストライクを1球挟んで5球目、デシンセイがバットを振り抜くと、打球は左翼席まで達する2点本塁打となり、オリオールズのリードは5点に広がった。キーソンは、ワールドシリーズ初戦の初回に4点以上を失った26年ぶり4人目の投手となった。キーソンは7番ビリー・スミスに右前打を許したところで降板し、この日の不調については、ボールが寒さで滑ったとこぼしている。
2番手には左投手のジム・ルッカーが登板し、8番リック・デンプシーを遊直に、9番フラナガンを捕ゴロに打ち取った。その後ルッカーは4回裏までを無失点で投げ終え、5回裏からはマウンドを3番手エンリケ・ロモに譲った。キーソンは寒さから前腕を痛めたらしく、これを受けてパイレーツ監督のチャック・タナーは投手コーチのハービー・ハディックスに、もしキーソンの第5戦先発登板が不可の場合、代わりにルッカーを先発させると告げた。一方のフラナガンは、4回表に1点を失ったものの、5イニング1失点で勝利投手の権利を得る。フラナガンは、寒さにも「慣れてるよ。ニューハンプシャー州育ちにはいつものこと」と、動じる様子はなかった。しかし6回表二死一・二塁、7番スティーブ・ニコシアの三ゴロを三塁手デシンセイが失策し満塁となると、8番ガーナーが三遊間を破る適時打で2走者を還し、パイレーツが2点差に詰め寄った。パイレーツはロモ以降も継投でオリオールズに追加点を許さない。
フラナガンは7回以降も続投し、8回表には先頭打者ウィリー・スタージェルのソロ本塁打で1点差に迫られる。さらに二死から連打で一・三塁と逆転の走者を背負ったものの、1番オマー・モレノを三振させて切り抜けた。そして9回表は、一死から3番デーブ・パーカーが中前打で出塁後、すぐに牽制で誘い出しながら、遊撃手マーク・ベランガーの失策で二塁へ進まれる。4番ビル・ロビンソンの二ゴロで同点の走者パーカーは三塁に達し、打席には5番スタージェルを迎えたが、フラナガンはスタージェルを遊飛に仕留めて試合終了、完投でオリオールズに初戦勝利をもたらした。この日は雨の影響で、両チーム合わせて6失策と守備が乱れた。気候についてオリオールズ監督のアール・ウィーバーは「誰だってこんな寒いときに野球なんかやりたくない。けど勝ちさえすれば、そこまで気にはならないな」と話した。

### 第2戦 10月11日
- メモリアル・スタジアム（メリーランド州ボルチモア）

|                          | 1 | 2 | 3 | 4 | 5 | 6 | 7 | 8 | 9 | R | H  | E |
| ------------------------ | - | - | - | - | - | - | - | - | - | - | -- | - |
| ピッツバーグ・パイレーツ | 0 | 2 | 0 | 0 | 0 | 0 | 0 | 0 | 1 | 3 | 11 | 2 |
| ボルチモア・オリオールズ | 0 | 1 | 0 | 0 | 0 | 1 | 0 | 0 | 0 | 2 | 6  | 1 |

1. 勝利：ドン・ロビンソン（1勝）
2. セーブ：ケント・テカルヴ（1S）
3. 敗戦：ドン・スタンハウス（1敗）
4. 本塁打
BAL：エディ・マレー1号ソロ
5. 審判
［球審］ボブ・エンゲル（NL）
［塁審］一塁: ラス・ゲーツ（AL）、二塁: テリー・テイタ（NL）、三塁: ジム・マッキーン（AL）
［外審］左翼: ポール・ランギー（NL）、右翼: ジェリー・ニューデッカー（AL）
6. 夜間試合  試合時間: 3時間13分  観客: 5万3739人
詳細: MLB.com Gameday / Baseball-Reference.com

| ピッツバーグ・パイレーツ | ピッツバーグ・パイレーツ | ピッツバーグ・パイレーツ | ピッツバーグ・パイレーツ | ピッツバーグ・パイレーツ                                                                                     | ボルチモア・オリオールズ | ボルチモア・オリオールズ | ボルチモア・オリオールズ | ボルチモア・オリオールズ | ボルチモア・オリオールズ                                                                                                 |
| ------------------------ | ------------------------ | ------------------------ | ------------------------ | --- | ------------------------ | ------------------------ | ------------------------ | ------------------------ | --- |
| 打順                     | 守備                     | 選手                     | 打席                     | B・ブレイレブンE・オットW・スター · ジェルP・ガーナーB・マドロックT・フォーリJ・ミルナーO・モレノD・パーカー | 打順                     | 守備                     | 選手                     | 打席                     | J・パーマーR・デンプシーE・マレーB・スミスD・デシンセイM・ベランガーJ・ローウェン · スタインA・バンブリーK・シングルトン |
| 1                        | 中                       | O・モレノ                | 左                       | B・ブレイレブンE・オットW・スター · ジェルP・ガーナーB・マドロックT・フォーリJ・ミルナーO・モレノD・パーカー | 1                        | 中                       | A・バンブリー            | 左                       | J・パーマーR・デンプシーE・マレーB・スミスD・デシンセイM・ベランガーJ・ローウェン · スタインA・バンブリーK・シングルトン |
| 2                        | 遊                       | T・フォーリ              | 右                       | B・ブレイレブンE・オットW・スター · ジェルP・ガーナーB・マドロックT・フォーリJ・ミルナーO・モレノD・パーカー | 2                        | 遊                       | M・ベランガー            | 右                       | J・パーマーR・デンプシーE・マレーB・スミスD・デシンセイM・ベランガーJ・ローウェン · スタインA・バンブリーK・シングルトン |
| 3                        | 右                       | D・パーカー              | 左                       | B・ブレイレブンE・オットW・スター · ジェルP・ガーナーB・マドロックT・フォーリJ・ミルナーO・モレノD・パーカー | 3                        | 右                       | K・シングルトン          | 両                       | J・パーマーR・デンプシーE・マレーB・スミスD・デシンセイM・ベランガーJ・ローウェン · スタインA・バンブリーK・シングルトン |
| 4                        | 一                       | W・スタージェル          | 左                       | B・ブレイレブンE・オットW・スター · ジェルP・ガーナーB・マドロックT・フォーリJ・ミルナーO・モレノD・パーカー | 4                        | 一                       | E・マレー                | 両                       | J・パーマーR・デンプシーE・マレーB・スミスD・デシンセイM・ベランガーJ・ローウェン · スタインA・バンブリーK・シングルトン |
| 5                        | 左                       | J・ミルナー              | 左                       | B・ブレイレブンE・オットW・スター · ジェルP・ガーナーB・マドロックT・フォーリJ・ミルナーO・モレノD・パーカー | 5                        | 三                       | D・デシンセイ            | 右                       | J・パーマーR・デンプシーE・マレーB・スミスD・デシンセイM・ベランガーJ・ローウェン · スタインA・バンブリーK・シングルトン |
| 6                        | 三                       | B・マドロック            | 右                       | B・ブレイレブンE・オットW・スター · ジェルP・ガーナーB・マドロックT・フォーリJ・ミルナーO・モレノD・パーカー | 6                        | 左                       | J・ローウェンスタイン    | 左                       | J・パーマーR・デンプシーE・マレーB・スミスD・デシンセイM・ベランガーJ・ローウェン · スタインA・バンブリーK・シングルトン |
| 7                        | 捕                       | E・オット                | 左                       | B・ブレイレブンE・オットW・スター · ジェルP・ガーナーB・マドロックT・フォーリJ・ミルナーO・モレノD・パーカー | 7                        | 二                       | B・スミス                | 両                       | J・パーマーR・デンプシーE・マレーB・スミスD・デシンセイM・ベランガーJ・ローウェン · スタインA・バンブリーK・シングルトン |
| 8                        | 二                       | P・ガーナー              | 右                       | B・ブレイレブンE・オットW・スター · ジェルP・ガーナーB・マドロックT・フォーリJ・ミルナーO・モレノD・パーカー | 8                        | 捕                       | R・デンプシー            | 右                       | J・パーマーR・デンプシーE・マレーB・スミスD・デシンセイM・ベランガーJ・ローウェン · スタインA・バンブリーK・シングルトン |
| 9                        | 投                       | B・ブレイレブン          | 右                       | B・ブレイレブンE・オットW・スター · ジェルP・ガーナーB・マドロックT・フォーリJ・ミルナーO・モレノD・パーカー | 9                        | 投                       | J・パーマー              | 右                       | J・パーマーR・デンプシーE・マレーB・スミスD・デシンセイM・ベランガーJ・ローウェン · スタインA・バンブリーK・シングルトン |
| 先発投手                 | 先発投手                 | 先発投手                 | 投球                     | B・ブレイレブンE・オットW・スター · ジェルP・ガーナーB・マドロックT・フォーリJ・ミルナーO・モレノD・パーカー | 先発投手                 | 先発投手                 | 先発投手                 | 投球                     | J・パーマーR・デンプシーE・マレーB・スミスD・デシンセイM・ベランガーJ・ローウェン · スタインA・バンブリーK・シングルトン |
| B・ブレイレブン          | B・ブレイレブン          | B・ブレイレブン          | 右                       | B・ブレイレブンE・オットW・スター · ジェルP・ガーナーB・マドロックT・フォーリJ・ミルナーO・モレノD・パーカー | J・パーマー              | J・パーマー              | J・パーマー              | 右                       | J・パーマーR・デンプシーE・マレーB・スミスD・デシンセイM・ベランガーJ・ローウェン · スタインA・バンブリーK・シングルトン |

パイレーツの先発投手バート・ブライレブンは、オランダ王国ヨーロッパ・オランダのユトレヒト州ザイスト出身である。同王国出身選手がワールドシリーズに出場するのは、これが史上初めて。また、ヨーロッパ出身投手の先発登板は、グレートブリテン及びアイルランド連合王国（イギリス）スコットランド出身のジョージ・チャルマーズが1915年にして以来64年ぶりである。
パイレーツは2回表、先頭打者ウィリー・スタージェルと5番ジョン・ミルナーの連打で一・二塁とし、6番ビル・マドロックの適時打と7番エド・オットの犠牲フライで2点を先制する。しかしオリオールズはその裏すぐ、4番エディ・マレーのソロ本塁打で1点を返す。さらに6回裏、先頭打者ケン・シングルトンが左前打で出塁すると、次打者マレーが二塁打で左中間を破ってシングルトンを還し、同点とした。マレーは5番ダグ・デシンセイの遊ゴロの間に三塁へ進み、6番ジョン・ローウェンスタインの右飛でタッチアップして逆転を狙ったが、右翼手デーブ・パーカーが返球でマレーを刺して阻止した。ブライレブンはこの回終了をもって降板、一方オリオールズの先発投手ジム・パーマーも7回表二死満塁の危機を乗り切り、8回表からマウンドを2番手ティッピー・マルティネスに託した。同点のまま8回裏、オリオールズは相手の2番手投手ドン・ロビンソンから無死一・二塁の好機を作り、6番ローウェンスタインにバントをさせず強攻策をとる。だがローウェンスタインは遊ゴロでまず一塁走者デシンセイが二塁封殺、そして二塁走者マレーが二・三塁間で挟殺され、併殺に終わった。D・ロビンソンは7番ビリー・スミスを二ゴロに打ち取って危機を脱した。
その直後の9回表、パイレーツは二死無走者から安打と四球で走者を得点圏に進める。投手のD・ロビンソンの打順でパイレーツは代打にマニー・サンギーエンを送った。オリオールズ3番手のドン・スタンハウスに対し、サンギーエンは1ボール2ストライクと追い込まれるが、5球目を右前へ運ぶ。右翼手シングルトンは打球をワンバウンドで拾い上げてホーム目がけて送球したが、それを一塁手マレーが中継に割って入り、マレーからの送球をかいくぐって二塁走者オットが勝ち越しの生還を果たした。9回裏、パイレーツのマウンドには3番手ケント・テカルヴが上がり、三者凡退に抑えて試合を締め、パイレーツが1勝1敗のタイにした。マレーはこの日3打数3安打2打点の活躍だったが、試合後の取材ではそのことなどなかったかのように、9回表の中継プレイについて質問が集中した。マレーはこの中継プレイについて「送球が逸れたと思ったから」と説明し、監督のアール・ウィーバーも「送球の勢いがなくなっていくように見えた」と一定の理解を示す一方、シングルトンは「これから伸びるところだったのに、あそこでカットしちゃいけなかった。軌道も本塁へまっすぐ行っていたのに」と批判した。

### 第3戦 10月12日
- スリー・リバース・スタジアム（ペンシルベニア州ピッツバーグ）

|                          | 1 | 2 | 3 | 4 | 5 | 6 | 7 | 8 | 9 | R | H  | E |
| ------------------------ | - | - | - | - | - | - | - | - | - | - | -- | - |
| ボルチモア・オリオールズ | 0 | 0 | 2 | 5 | 0 | 0 | 1 | 0 | 0 | 8 | 13 | 0 |
| ピッツバーグ・パイレーツ | 1 | 2 | 0 | 0 | 0 | 1 | 0 | 0 | 0 | 4 | 9  | 2 |

1. 勝利：スコット・マクレガー（1勝）
2. 敗戦：ジョン・キャンデラリア（1敗）
3. 本塁打
BAL：ベニー・アヤラ1号2ラン
4. 審判
［球審］ラス・ゲーツ（AL）
［塁審］一塁: テリー・テイタ（NL）、二塁: ジム・マッキーン（AL）、三塁: ポール・ランギー（NL）
［外審］左翼: ジェリー・ニューデッカー（AL）、右翼: ボブ・エンゲル（NL）
5. 夜間試合  試合時間: 2時間51分  観客: 5万848人
詳細: MLB.com Gameday / Baseball-Reference.com

| ボルチモア・オリオールズ | ボルチモア・オリオールズ | ボルチモア・オリオールズ | ボルチモア・オリオールズ | ボルチモア・オリオールズ                                                                                  | ピッツバーグ・パイレーツ | ピッツバーグ・パイレーツ | ピッツバーグ・パイレーツ | ピッツバーグ・パイレーツ | ピッツバーグ・パイレーツ                                                                                           |
| ------------------------ | ------------------------ | ------------------------ | ------------------------ | --- | ------------------------ | ------------------------ | ------------------------ | ------------------------ | --- |
| 打順                     | 守備                     | 選手                     | 打席                     | S・マクレガーR・デンプシーE・マレーR・ダウアーD・デシンセイK・ガルシアB・アヤラG・レニキーK・シングルトン | 打順                     | 守備                     | 選手                     | 打席                     | J・キャンデラリアS・ニコシアW・スター · ジェルP・ガーナーB・マドロックT・フォーリB・ロビンソンO・モレノD・パーカー |
| 1                        | 遊                       | K・ガルシア              | 右                       | S・マクレガーR・デンプシーE・マレーR・ダウアーD・デシンセイK・ガルシアB・アヤラG・レニキーK・シングルトン | 1                        | 中                       | O・モレノ                | 左                       | J・キャンデラリアS・ニコシアW・スター · ジェルP・ガーナーB・マドロックT・フォーリB・ロビンソンO・モレノD・パーカー |
| 2                        | 左                       | B・アヤラ                | 右                       | S・マクレガーR・デンプシーE・マレーR・ダウアーD・デシンセイK・ガルシアB・アヤラG・レニキーK・シングルトン | 2                        | 遊                       | T・フォーリ              | 右                       | J・キャンデラリアS・ニコシアW・スター · ジェルP・ガーナーB・マドロックT・フォーリB・ロビンソンO・モレノD・パーカー |
| 3                        | 右                       | K・シングルトン          | 両                       | S・マクレガーR・デンプシーE・マレーR・ダウアーD・デシンセイK・ガルシアB・アヤラG・レニキーK・シングルトン | 3                        | 右                       | D・パーカー              | 左                       | J・キャンデラリアS・ニコシアW・スター · ジェルP・ガーナーB・マドロックT・フォーリB・ロビンソンO・モレノD・パーカー |
| 4                        | 一                       | E・マレー                | 両                       | S・マクレガーR・デンプシーE・マレーR・ダウアーD・デシンセイK・ガルシアB・アヤラG・レニキーK・シングルトン | 4                        | 左                       | B・ロビンソン            | 右                       | J・キャンデラリアS・ニコシアW・スター · ジェルP・ガーナーB・マドロックT・フォーリB・ロビンソンO・モレノD・パーカー |
| 5                        | 三                       | D・デシンセイ            | 右                       | S・マクレガーR・デンプシーE・マレーR・ダウアーD・デシンセイK・ガルシアB・アヤラG・レニキーK・シングルトン | 5                        | 一                       | W・スタージェル          | 左                       | J・キャンデラリアS・ニコシアW・スター · ジェルP・ガーナーB・マドロックT・フォーリB・ロビンソンO・モレノD・パーカー |
| 6                        | 中                       | G・レニキー              | 右                       | S・マクレガーR・デンプシーE・マレーR・ダウアーD・デシンセイK・ガルシアB・アヤラG・レニキーK・シングルトン | 6                        | 三                       | B・マドロック            | 右                       | J・キャンデラリアS・ニコシアW・スター · ジェルP・ガーナーB・マドロックT・フォーリB・ロビンソンO・モレノD・パーカー |
| 7                        | 二                       | R・ダウアー              | 右                       | S・マクレガーR・デンプシーE・マレーR・ダウアーD・デシンセイK・ガルシアB・アヤラG・レニキーK・シングルトン | 7                        | 捕                       | S・ニコシア              | 右                       | J・キャンデラリアS・ニコシアW・スター · ジェルP・ガーナーB・マドロックT・フォーリB・ロビンソンO・モレノD・パーカー |
| 8                        | 捕                       | R・デンプシー            | 右                       | S・マクレガーR・デンプシーE・マレーR・ダウアーD・デシンセイK・ガルシアB・アヤラG・レニキーK・シングルトン | 8                        | 二                       | P・ガーナー              | 右                       | J・キャンデラリアS・ニコシアW・スター · ジェルP・ガーナーB・マドロックT・フォーリB・ロビンソンO・モレノD・パーカー |
| 9                        | 投                       | S・マクレガー            | 両                       | S・マクレガーR・デンプシーE・マレーR・ダウアーD・デシンセイK・ガルシアB・アヤラG・レニキーK・シングルトン | 9                        | 投                       | J・キャンデラリア        | 左                       | J・キャンデラリアS・ニコシアW・スター · ジェルP・ガーナーB・マドロックT・フォーリB・ロビンソンO・モレノD・パーカー |
| 先発投手                 | 先発投手                 | 先発投手                 | 投球                     | S・マクレガーR・デンプシーE・マレーR・ダウアーD・デシンセイK・ガルシアB・アヤラG・レニキーK・シングルトン | 先発投手                 | 先発投手                 | 先発投手                 | 投球                     | J・キャンデラリアS・ニコシアW・スター · ジェルP・ガーナーB・マドロックT・フォーリB・ロビンソンO・モレノD・パーカー |
| S・マクレガー            | S・マクレガー            | S・マクレガー            | 左                       | S・マクレガーR・デンプシーE・マレーR・ダウアーD・デシンセイK・ガルシアB・アヤラG・レニキーK・シングルトン | J・キャンデラリア        | J・キャンデラリア        | J・キャンデラリア        | 左                       | J・キャンデラリアS・ニコシアW・スター · ジェルP・ガーナーB・マドロックT・フォーリB・ロビンソンO・モレノD・パーカー |

この日、パイレーツの先発投手が左のジョン・キャンデラリアとなるのに合わせ、オリオールズは前2戦から4ポジションで選手を入れ替え、全員が右打者という打線を組んだ。下げられた4人――アル・バンブリー、マーク・ベランガー、ジョン・ローウェンスタイン、ビリー・スミス――は、前2試合合計で28打数3安打だった。オリオールズは初回表、新1・2番コンビのキコ・ガルシアとベニー・アヤラが連打で無死一・三塁とする。しかし3番以降がキャンデラリアに打ち取られ、先制点を奪えなかった。パイレーツは、その直後の初回裏に3番デーブ・パーカーの犠牲フライで先制し、2回裏にも8番フィル・ガーナーの2点二塁打で突き放す。3回表、オリオールズは1番ガルシアが四球で出塁後、2番アヤラがフルカウントからの6球目を捉えて本塁打とし、2点を返した。
この3回表終了後、雨により試合は67分間の中断を余儀なくされた。再開後の3回裏、オリオールズ先発のスコット・マクレガーが初めてイニングを無失点で終えた。4回表、オリオールズは先頭打者リッチ・ダウアーの二塁打を皮切りに無死満塁の好機を迎えると、1番ガルシアが三塁打で走者を一掃し逆転に成功する。ここでパイレーツはキャンデラリアからエンリケ・ロモへ継投したが、オリオールズはさらに2点を加えて7－3とした。マクレガーは5回裏には3番パーカーに、6回裏には7番スティーブ・ニコシアと8番ガーナーに大飛球を打たれたものの、いずれもフェンス手前で外野手が捕球し本塁打とはならずに済む。結局、試合再開後は1点を失ったのみ、7回裏からは3イニング連続三者凡退で最後まで投げ切り完投勝利を挙げた。マクレガーは「中断明けから速球が良くなって、いい球が行くようになった。うちの本拠地は雨が多いから慣れてたんだろうね」と振り返った。

### 第4戦 10月13日
- スリー・リバース・スタジアム（ペンシルベニア州ピッツバーグ）

|                          | 1 | 2 | 3 | 4 | 5 | 6 | 7 | 8 | 9 | R | H  | E |
| ------------------------ | - | - | - | - | - | - | - | - | - | - | -- | - |
| ボルチモア・オリオールズ | 0 | 0 | 3 | 0 | 0 | 0 | 0 | 6 | 0 | 9 | 12 | 0 |
| ピッツバーグ・パイレーツ | 0 | 4 | 0 | 0 | 1 | 1 | 0 | 0 | 0 | 6 | 17 | 1 |

1. 勝利：ティム・ストッダード（1勝）
2. 敗戦：ケント・テカルヴ（1敗1S）
3. 本塁打
PIT：ウィリー・スタージェル2号ソロ
4. 審判
［球審］テリー・テイタ（NL）
［塁審］一塁: ジム・マッキーン（AL）、二塁: ポール・ランギー（NL）、三塁: ジェリー・ニューデッカー（AL）
［外審］左翼: ボブ・エンゲル（NL）、右翼: ラス・ゲーツ（AL）
5. 昼間試合  試合時間: 3時間48分  観客: 5万883人
詳細: MLB.com Gameday / Baseball-Reference.com

| ボルチモア・オリオールズ | ボルチモア・オリオールズ | ボルチモア・オリオールズ | ボルチモア・オリオールズ | ボルチモア・オリオールズ                                                                                        | ピッツバーグ・パイレーツ | ピッツバーグ・パイレーツ | ピッツバーグ・パイレーツ | ピッツバーグ・パイレーツ | ピッツバーグ・パイレーツ                                                                               |
| ------------------------ | ------------------------ | ------------------------ | ------------------------ | --- | ------------------------ | ------------------------ | ------------------------ | ------------------------ | --- |
| 打順                     | 守備                     | 選手                     | 打席                     | D・マルティネスD・スカッグスE・マレーR・ダウアーD・デシンセイK・ガルシアG・レニキーA・バンブリーK・シングルトン | 打順                     | 守備                     | 選手                     | 打席                     | J・ビビーE・オットW・スター · ジェルP・ガーナーB・マドロックT・フォーリJ・ミルナーO・モレノD・パーカー |
| 1                        | 中                       | A・バンブリー            | 左                       | D・マルティネスD・スカッグスE・マレーR・ダウアーD・デシンセイK・ガルシアG・レニキーA・バンブリーK・シングルトン | 1                        | 中                       | O・モレノ                | 左                       | J・ビビーE・オットW・スター · ジェルP・ガーナーB・マドロックT・フォーリJ・ミルナーO・モレノD・パーカー |
| 2                        | 遊                       | K・ガルシア              | 右                       | D・マルティネスD・スカッグスE・マレーR・ダウアーD・デシンセイK・ガルシアG・レニキーA・バンブリーK・シングルトン | 2                        | 遊                       | T・フォーリ              | 右                       | J・ビビーE・オットW・スター · ジェルP・ガーナーB・マドロックT・フォーリJ・ミルナーO・モレノD・パーカー |
| 3                        | 右                       | K・シングルトン          | 両                       | D・マルティネスD・スカッグスE・マレーR・ダウアーD・デシンセイK・ガルシアG・レニキーA・バンブリーK・シングルトン | 3                        | 右                       | D・パーカー              | 左                       | J・ビビーE・オットW・スター · ジェルP・ガーナーB・マドロックT・フォーリJ・ミルナーO・モレノD・パーカー |
| 4                        | 一                       | E・マレー                | 両                       | D・マルティネスD・スカッグスE・マレーR・ダウアーD・デシンセイK・ガルシアG・レニキーA・バンブリーK・シングルトン | 4                        | 一                       | W・スタージェル          | 左                       | J・ビビーE・オットW・スター · ジェルP・ガーナーB・マドロックT・フォーリJ・ミルナーO・モレノD・パーカー |
| 5                        | 三                       | D・デシンセイ            | 右                       | D・マルティネスD・スカッグスE・マレーR・ダウアーD・デシンセイK・ガルシアG・レニキーA・バンブリーK・シングルトン | 5                        | 左                       | J・ミルナー              | 左                       | J・ビビーE・オットW・スター · ジェルP・ガーナーB・マドロックT・フォーリJ・ミルナーO・モレノD・パーカー |
| 6                        | 左                       | G・レニキー              | 右                       | D・マルティネスD・スカッグスE・マレーR・ダウアーD・デシンセイK・ガルシアG・レニキーA・バンブリーK・シングルトン | 6                        | 三                       | B・マドロック            | 右                       | J・ビビーE・オットW・スター · ジェルP・ガーナーB・マドロックT・フォーリJ・ミルナーO・モレノD・パーカー |
| 7                        | 二                       | R・ダウアー              | 右                       | D・マルティネスD・スカッグスE・マレーR・ダウアーD・デシンセイK・ガルシアG・レニキーA・バンブリーK・シングルトン | 7                        | 捕                       | E・オット                | 左                       | J・ビビーE・オットW・スター · ジェルP・ガーナーB・マドロックT・フォーリJ・ミルナーO・モレノD・パーカー |
| 8                        | 捕                       | D・スカッグス            | 右                       | D・マルティネスD・スカッグスE・マレーR・ダウアーD・デシンセイK・ガルシアG・レニキーA・バンブリーK・シングルトン | 8                        | 二                       | P・ガーナー              | 右                       | J・ビビーE・オットW・スター · ジェルP・ガーナーB・マドロックT・フォーリJ・ミルナーO・モレノD・パーカー |
| 9                        | 投                       | D・マルティネス          | 右                       | D・マルティネスD・スカッグスE・マレーR・ダウアーD・デシンセイK・ガルシアG・レニキーA・バンブリーK・シングルトン | 9                        | 投                       | J・ビビー                | 右                       | J・ビビーE・オットW・スター · ジェルP・ガーナーB・マドロックT・フォーリJ・ミルナーO・モレノD・パーカー |
| 先発投手                 | 先発投手                 | 先発投手                 | 投球                     | D・マルティネスD・スカッグスE・マレーR・ダウアーD・デシンセイK・ガルシアG・レニキーA・バンブリーK・シングルトン | 先発投手                 | 先発投手                 | 先発投手                 | 投球                     | J・ビビーE・オットW・スター · ジェルP・ガーナーB・マドロックT・フォーリJ・ミルナーO・モレノD・パーカー |
| D・マルティネス          | D・マルティネス          | D・マルティネス          | 右                       | D・マルティネスD・スカッグスE・マレーR・ダウアーD・デシンセイK・ガルシアG・レニキーA・バンブリーK・シングルトン | J・ビビー                | J・ビビー                | J・ビビー                | 右                       | J・ビビーE・オットW・スター · ジェルP・ガーナーB・マドロックT・フォーリJ・ミルナーO・モレノD・パーカー |

パイレーツは2回裏、まず先頭打者ウィリー・スタージェルの本塁打で1点を先制する。続いて5番ジョン・ミルナーの右前打と6番ビル・マドロックのエンタイトル二塁打で無死二・三塁とし、7番エド・オットがエンタイトル二塁打で2走者を還した。8番フィル・ガーナーも中前打を放ち、二塁走者オットは三本間で挟殺されたものの、5連打となったところでオリオールズは先発投手デニス・マルティネスを降板させた。2番手サミー・スチュワートから、パイレーツは1番オマー・モレノの適時打でこの回4点目を挙げた。
3回表、オリオールズ先頭打者デーブ・スカッグスの三ゴロを三塁手マドロックが一塁へ悪送球する。これがきっかけで一死一・二塁となったあと、2番キコ・ガルシアと3番ケン・シングルトンの連続適時二塁打で、オリオールズは3－4と追い上げる。しかしオリオールズがスチュワートからスティーブ・ストーンへ継投すると、パイレーツは5回裏に一死一・二塁から5番ミルナーが、6回裏には二死一塁から3番デーブ・パーカーが、それぞれ適時二塁打で1点ずつ追加した。パイレーツの先発投手ジム・ビビーは4回以降オリオールズ打線を抑えていき、7回表一死一・二塁とされたところでマウンドを2番手グラント・ジャクソンに譲った。G・ジャクソンは1番アル・バンブリーを、フルカウントからの6球目で遊ゴロ併殺に仕留めた。オリオールズは7回裏から4番手ティム・ストッダードをマウンドへ送り、こちらも無失点で試合は8回に進む。
8回表、パイレーツの3番手ドン・ロビンソンが2安打と四球で一死満塁の危機を招く。ここでパイレーツはD・ロビンソンに代えて、右サイドスローのケント・テカルヴを投入した。だがオリオールズ監督のアール・ウィーバーは、テカルヴ対策に左打者をここまで温存しており、ここで一気に代打攻勢を仕掛けた。その結果、まず6番ゲイリー・レニキーの代打ジョン・ローウェンスタインが二塁打で2走者を還し、1点差に迫る。二・三塁と一塁が空いたため、7番リッチ・ダウアーの代打ビリー・スミスは敬遠で歩かされる。そして8番スカッグスの代打テリー・クロウリーが二塁打で右翼線を破り、試合をひっくり返した。テカルヴはこのあと、9番・投手のストッダードに初球を左前打されるなど、さらに2点を失う。ストッダードはローウェンスタインのバットとシングルトンのヘルメットを借りてMLBでは初めての打席に立ち、マイナーリーグ時代を含めても初の安打を記録した。この打席で代打を送られなかったためストッダードは続投し、9回裏には二死一・三塁と本塁打が出れば同点の場面を迎えたが、最後は7番オットを空振り三振させて締めくくった。
試合後、パイレーツのクラブハウスでは監督のチャック・タナーが、第5戦の先発投手をジム・ルッカーにすると発表した。当初先発予定だった29歳のブルース・キーソンは、レギュラーシーズンでは33試合172.1イニングで13勝7敗・防御率3.19という成績を残していた。37歳のルッカーは、19試合103.2イニングで4勝7敗・防御率4.60である。24歳の新人捕手スティーブ・ニコシアは「タナーが発表したとき、立ち上がって『くっそマジかよ。みんな狩猟に行く準備でもしとけ、シーズンは終わりだぞ』と言ってやったんだ。若造がこんなこと言うもんだからみんな面白がってたな、もう後がないってのにこの緩さがうちのチームらしかった」とのちに述懐している。ルッカーは「もし第5戦で負けたら、キーソンと俺はコロラド州へ行って、リッチ・ゴセージと3人でアメリカアカシカの狩りをするつもりだった」という。その後、クラブハウスにはスタージェルとパーカー、テカルヴ、フィル・ガーナーの4人が残った。テカルヴによれば、スタージェルは「勝っていない以上に、うちらしい戦い方ができていない。たとえ負けるにしても、明日は俺たちがどれだけいいチームか見せてやろうぜ」と呼びかけた。

### 第5戦 10月14日
- スリー・リバース・スタジアム（ペンシルベニア州ピッツバーグ）

|                          | 1 | 2 | 3 | 4 | 5 | 6 | 7 | 8 | 9 | R | H  | E |
| ------------------------ | - | - | - | - | - | - | - | - | - | - | -- | - |
| ボルチモア・オリオールズ | 0 | 0 | 0 | 0 | 1 | 0 | 0 | 0 | 0 | 1 | 6  | 2 |
| ピッツバーグ・パイレーツ | 0 | 0 | 0 | 0 | 0 | 2 | 2 | 3 | X | 7 | 13 | 1 |

1. 勝利：バート・ブライレブン（1勝）
2. 敗戦：マイク・フラナガン（1勝1敗）
3. 審判
［球審］ジム・マッキーン（AL）
［塁審］一塁: ポール・ランギー（NL）、二塁: ジェリー・ニューデッカー（AL）、三塁: ボブ・エンゲル（NL）
［外審］左翼: ラス・ゲーツ（AL）、右翼: テリー・テイタ（NL）
4. 昼間試合  試合時間: 2時間54分  観客: 5万920人
詳細: MLB.com Gameday / Baseball-Reference.com

| ボルチモア・オリオールズ | ボルチモア・オリオールズ | ボルチモア・オリオールズ | ボルチモア・オリオールズ | ボルチモア・オリオールズ                                                                                  | ピッツバーグ・パイレーツ | ピッツバーグ・パイレーツ | ピッツバーグ・パイレーツ | ピッツバーグ・パイレーツ | ピッツバーグ・パイレーツ                                                                                     |
| ------------------------ | ------------------------ | ------------------------ | ------------------------ | --- | ------------------------ | ------------------------ | ------------------------ | ------------------------ | --- |
| 打順                     | 守備                     | 選手                     | 打席                     | M・フラナガンR・デンプシーE・マレーR・ダウアーD・デシンセイK・ガルシアB・アヤラG・レニキーK・シングルトン | 打順                     | 守備                     | 選手                     | 打席                     | J・ルッカーS・ニコシアW・スター · ジェルP・ガーナーB・マドロックT・フォーリB・ロビンソンO・モレノD・パーカー |
| 1                        | 遊                       | K・ガルシア              | 右                       | M・フラナガンR・デンプシーE・マレーR・ダウアーD・デシンセイK・ガルシアB・アヤラG・レニキーK・シングルトン | 1                        | 中                       | O・モレノ                | 左                       | J・ルッカーS・ニコシアW・スター · ジェルP・ガーナーB・マドロックT・フォーリB・ロビンソンO・モレノD・パーカー |
| 2                        | 左                       | B・アヤラ                | 右                       | M・フラナガンR・デンプシーE・マレーR・ダウアーD・デシンセイK・ガルシアB・アヤラG・レニキーK・シングルトン | 2                        | 遊                       | T・フォーリ              | 右                       | J・ルッカーS・ニコシアW・スター · ジェルP・ガーナーB・マドロックT・フォーリB・ロビンソンO・モレノD・パーカー |
| 3                        | 右                       | K・シングルトン          | 両                       | M・フラナガンR・デンプシーE・マレーR・ダウアーD・デシンセイK・ガルシアB・アヤラG・レニキーK・シングルトン | 3                        | 右                       | D・パーカー              | 左                       | J・ルッカーS・ニコシアW・スター · ジェルP・ガーナーB・マドロックT・フォーリB・ロビンソンO・モレノD・パーカー |
| 4                        | 一                       | E・マレー                | 両                       | M・フラナガンR・デンプシーE・マレーR・ダウアーD・デシンセイK・ガルシアB・アヤラG・レニキーK・シングルトン | 4                        | 左                       | B・ロビンソン            | 右                       | J・ルッカーS・ニコシアW・スター · ジェルP・ガーナーB・マドロックT・フォーリB・ロビンソンO・モレノD・パーカー |
| 5                        | 中                       | G・レニキー              | 右                       | M・フラナガンR・デンプシーE・マレーR・ダウアーD・デシンセイK・ガルシアB・アヤラG・レニキーK・シングルトン | 5                        | 一                       | W・スタージェル          | 左                       | J・ルッカーS・ニコシアW・スター · ジェルP・ガーナーB・マドロックT・フォーリB・ロビンソンO・モレノD・パーカー |
| 6                        | 三                       | D・デシンセイ            | 右                       | M・フラナガンR・デンプシーE・マレーR・ダウアーD・デシンセイK・ガルシアB・アヤラG・レニキーK・シングルトン | 6                        | 三                       | B・マドロック            | 右                       | J・ルッカーS・ニコシアW・スター · ジェルP・ガーナーB・マドロックT・フォーリB・ロビンソンO・モレノD・パーカー |
| 7                        | 二                       | R・ダウアー              | 右                       | M・フラナガンR・デンプシーE・マレーR・ダウアーD・デシンセイK・ガルシアB・アヤラG・レニキーK・シングルトン | 7                        | 捕                       | S・ニコシア              | 右                       | J・ルッカーS・ニコシアW・スター · ジェルP・ガーナーB・マドロックT・フォーリB・ロビンソンO・モレノD・パーカー |
| 8                        | 捕                       | R・デンプシー            | 右                       | M・フラナガンR・デンプシーE・マレーR・ダウアーD・デシンセイK・ガルシアB・アヤラG・レニキーK・シングルトン | 8                        | 二                       | P・ガーナー              | 右                       | J・ルッカーS・ニコシアW・スター · ジェルP・ガーナーB・マドロックT・フォーリB・ロビンソンO・モレノD・パーカー |
| 9                        | 投                       | M・フラナガン            | 左                       | M・フラナガンR・デンプシーE・マレーR・ダウアーD・デシンセイK・ガルシアB・アヤラG・レニキーK・シングルトン | 9                        | 投                       | J・ルッカー              | 右                       | J・ルッカーS・ニコシアW・スター · ジェルP・ガーナーB・マドロックT・フォーリB・ロビンソンO・モレノD・パーカー |
| 先発投手                 | 先発投手                 | 先発投手                 | 投球                     | M・フラナガンR・デンプシーE・マレーR・ダウアーD・デシンセイK・ガルシアB・アヤラG・レニキーK・シングルトン | 先発投手                 | 先発投手                 | 先発投手                 | 投球                     | J・ルッカーS・ニコシアW・スター · ジェルP・ガーナーB・マドロックT・フォーリB・ロビンソンO・モレノD・パーカー |
| M・フラナガン            | M・フラナガン            | M・フラナガン            | 左                       | M・フラナガンR・デンプシーE・マレーR・ダウアーD・デシンセイK・ガルシアB・アヤラG・レニキーK・シングルトン | J・ルッカー              | J・ルッカー              | J・ルッカー              | 左                       | J・ルッカーS・ニコシアW・スター · ジェルP・ガーナーB・マドロックT・フォーリB・ロビンソンO・モレノD・パーカー |

パイレーツ監督のチャック・タナーは球場入りすると、2週間前に脳卒中を起こして入院中の母の容態を確認するために病院へ電話し、母がこの日の朝に亡くなったことを知らされた。ケント・テカルヴは「俺たちはタナーに何と声をかけていいかもわからず、何かしゃべるときにも行儀のいい口調になっていた。生意気なやつらの集まったチームだったけど、あのときばかりは違った」と振り返っている。また、パイレーツのクラブハウスには誰が持ち込んだのか『ボルチモア・サン』があり、1面にはオリオールズが第5戦を勝った場合に翌15日開催予定の優勝記念パレードのルートが載っていた。
ルッカーは初回表、オリオールズの先頭打者キコ・ガルシアに対し、0ボール2ストライクから2球続けて外角高めへ外れた球を投げ、球場を騒然とさせる。しかし8球目で詰まらせて投飛に打ち取ってからは、3回終了までひとりの走者も許さない好投を続けた。オリオールズのスカウティングレポートはルッカーについて「シンカーで仕留めようとしてくるだろう」と評していたが、ルッカーは遅い球でカウントを整えたあとに速球で内角を突き相手を惑わせた。ただ、パイレーツ打線もオリオールズ先発マイク・フラナガンの前に沈黙する。5回表、ルッカーは無死一・三塁から7番リッチ・ダウアーを二ゴロ併殺としたものの、その間に三塁走者ゲイリー・レニキーの生還を許し先制点を献上、その裏の打順で代打を送られて降板した。捕手のスティーブ・ニコシアは、前日にはルッカーをからかっていたが、この日は「約束の地までの先導役として、皆がルック（ルッカー）に全幅の信頼を寄せていたと思う。正直なところ、ボルチモアは彼をみくびっていたんじゃないかな」と述べた。
6回裏、パイレーツは無死一・二塁から4番ビル・ロビンソンが初球で犠牲バントを決めて走者を送り、5番ウィリー・スタージェルの犠牲フライと6番ビル・マドロックの中前適時打で逆転する。7回表、オリオールズは二死から8番リック・デンプシーの二塁打で同点の好機を作り、9番フラナガンに代打パット・ケリーを出すも三振で得点ならず。フラナガンがマウンドを降りたあと、パイレーツ打線は2イニングで3投手から計5点を奪い、一気に突き放した。2番ティム・フォーリが7回裏には前進守備の右中間を破る三塁打、8回裏には遊撃手ガルシアのグラブを弾く適時打で合わせて3打点を挙げた。オリオールズのリリーフが崩れたのに対し、パイレーツは2番手で6回表から登板のバート・ブライレブンが4イニング無失点で最後まで投げ切り、パイレーツが本拠地での敗退決定を免れた。

### 第6戦 10月16日
- メモリアル・スタジアム（メリーランド州ボルチモア）

|                          | 1 | 2 | 3 | 4 | 5 | 6 | 7 | 8 | 9 | R | H  | E |
| ------------------------ | - | - | - | - | - | - | - | - | - | - | -- | - |
| ピッツバーグ・パイレーツ | 0 | 0 | 0 | 0 | 0 | 0 | 2 | 2 | 0 | 4 | 10 | 0 |
| ボルチモア・オリオールズ | 0 | 0 | 0 | 0 | 0 | 0 | 0 | 0 | 0 | 0 | 7  | 1 |

1. 勝利：ジョン・キャンデラリア（1勝1敗）
2. セーブ：ケント・テカルヴ（1敗2S）
3. 敗戦：ジム・パーマー（1敗）
4. 審判
［球審］ポール・ランギー（NL）
［塁審］一塁: ジェリー・ニューデッカー（AL）、二塁: ボブ・エンゲル（NL）、三塁: ラス・ゲーツ（AL）
［外審］左翼: テリー・テイタ（NL）、右翼: ジム・マッキーン（AL）
5. 夜間試合  試合時間: 2時間30分  観客: 5万3739人
詳細: MLB.com Gameday / Baseball-Reference.com

| ピッツバーグ・パイレーツ | ピッツバーグ・パイレーツ | ピッツバーグ・パイレーツ | ピッツバーグ・パイレーツ | ピッツバーグ・パイレーツ                                                                                       | ボルチモア・オリオールズ | ボルチモア・オリオールズ | ボルチモア・オリオールズ | ボルチモア・オリオールズ | ボルチモア・オリオールズ                                                                                |
| ------------------------ | ------------------------ | ------------------------ | ------------------------ | --- | ------------------------ | ------------------------ | ------------------------ | ------------------------ | --- |
| 打順                     | 守備                     | 選手                     | 打席                     | J・キャンデラリアE・オットW・スター · ジェルP・ガーナーB・マドロックT・フォーリJ・ミルナーO・モレノD・パーカー | 打順                     | 守備                     | 選手                     | 打席                     | J・パーマーR・デンプシーE・マレーR・ダウアーD・デシンセイK・ガルシアB・アヤラG・レニキーK・シングルトン |
| 1                        | 中                       | O・モレノ                | 左                       | J・キャンデラリアE・オットW・スター · ジェルP・ガーナーB・マドロックT・フォーリJ・ミルナーO・モレノD・パーカー | 1                        | 遊                       | K・ガルシア              | 右                       | J・パーマーR・デンプシーE・マレーR・ダウアーD・デシンセイK・ガルシアB・アヤラG・レニキーK・シングルトン |
| 2                        | 遊                       | T・フォーリ              | 右                       | J・キャンデラリアE・オットW・スター · ジェルP・ガーナーB・マドロックT・フォーリJ・ミルナーO・モレノD・パーカー | 2                        | 左                       | B・アヤラ                | 右                       | J・パーマーR・デンプシーE・マレーR・ダウアーD・デシンセイK・ガルシアB・アヤラG・レニキーK・シングルトン |
| 3                        | 右                       | D・パーカー              | 左                       | J・キャンデラリアE・オットW・スター · ジェルP・ガーナーB・マドロックT・フォーリJ・ミルナーO・モレノD・パーカー | 3                        | 右                       | K・シングルトン          | 両                       | J・パーマーR・デンプシーE・マレーR・ダウアーD・デシンセイK・ガルシアB・アヤラG・レニキーK・シングルトン |
| 4                        | 一                       | W・スタージェル          | 左                       | J・キャンデラリアE・オットW・スター · ジェルP・ガーナーB・マドロックT・フォーリJ・ミルナーO・モレノD・パーカー | 4                        | 一                       | E・マレー                | 両                       | J・パーマーR・デンプシーE・マレーR・ダウアーD・デシンセイK・ガルシアB・アヤラG・レニキーK・シングルトン |
| 5                        | 左                       | J・ミルナー              | 左                       | J・キャンデラリアE・オットW・スター · ジェルP・ガーナーB・マドロックT・フォーリJ・ミルナーO・モレノD・パーカー | 5                        | 三                       | D・デシンセイ            | 右                       | J・パーマーR・デンプシーE・マレーR・ダウアーD・デシンセイK・ガルシアB・アヤラG・レニキーK・シングルトン |
| 6                        | 三                       | B・マドロック            | 右                       | J・キャンデラリアE・オットW・スター · ジェルP・ガーナーB・マドロックT・フォーリJ・ミルナーO・モレノD・パーカー | 6                        | 中                       | G・レニキー              | 右                       | J・パーマーR・デンプシーE・マレーR・ダウアーD・デシンセイK・ガルシアB・アヤラG・レニキーK・シングルトン |
| 7                        | 捕                       | E・オット                | 左                       | J・キャンデラリアE・オットW・スター · ジェルP・ガーナーB・マドロックT・フォーリJ・ミルナーO・モレノD・パーカー | 7                        | 二                       | R・ダウアー              | 右                       | J・パーマーR・デンプシーE・マレーR・ダウアーD・デシンセイK・ガルシアB・アヤラG・レニキーK・シングルトン |
| 8                        | 二                       | P・ガーナー              | 右                       | J・キャンデラリアE・オットW・スター · ジェルP・ガーナーB・マドロックT・フォーリJ・ミルナーO・モレノD・パーカー | 8                        | 捕                       | R・デンプシー            | 右                       | J・パーマーR・デンプシーE・マレーR・ダウアーD・デシンセイK・ガルシアB・アヤラG・レニキーK・シングルトン |
| 9                        | 投                       | J・キャンデラリア        | 左                       | J・キャンデラリアE・オットW・スター · ジェルP・ガーナーB・マドロックT・フォーリJ・ミルナーO・モレノD・パーカー | 9                        | 投                       | J・パーマー              | 右                       | J・パーマーR・デンプシーE・マレーR・ダウアーD・デシンセイK・ガルシアB・アヤラG・レニキーK・シングルトン |
| 先発投手                 | 先発投手                 | 先発投手                 | 投球                     | J・キャンデラリアE・オットW・スター · ジェルP・ガーナーB・マドロックT・フォーリJ・ミルナーO・モレノD・パーカー | 先発投手                 | 先発投手                 | 先発投手                 | 投球                     | J・パーマーR・デンプシーE・マレーR・ダウアーD・デシンセイK・ガルシアB・アヤラG・レニキーK・シングルトン |
| J・キャンデラリア        | J・キャンデラリア        | J・キャンデラリア        | 左                       | J・キャンデラリアE・オットW・スター · ジェルP・ガーナーB・マドロックT・フォーリJ・ミルナーO・モレノD・パーカー | J・パーマー              | J・パーマー              | J・パーマー              | 右                       | J・パーマーR・デンプシーE・マレーR・ダウアーD・デシンセイK・ガルシアB・アヤラG・レニキーK・シングルトン |

この日は両先発投手、オリオールズのジム・パーマーとパイレーツのジョン・キャンデラリアが投手戦を展開した。特にパーマーは、前日34歳の誕生日を迎えたばかりのうえ、この日は自身の投球を「今季最高」と評するほど調子が良かった。一方のキャンデラリアも、胸郭に痛みを抱えながらオリオールズ打線を6イニング無失点に封じた。
両チームとも無得点のまま試合は7回表に入り、パイレーツは一死一塁から2番ティム・フォーリが二遊間へゴロを弾き返す。遊撃手キコ・ガルシアは足を二塁ベースに着けた状態でこの打球を待ち構えながら捕り損ね、カバーした二塁手リッチ・ダウアーが一塁へ送球するもフォーリの一塁到達が早くオールセーフとなった。次打者デーブ・パーカーは、二塁手ダウアーの正面へライナーを放つ。ダウアーは左へ踏み出したところで逆を突かれて打球を止められず、中前打で二塁走者オマー・モレノが先制のホームを踏んだ。この場面について、マーク・ベランガーは「左打者が引っ張ると打球にはフックがかかるから、リッチは左に動いた。けどパーカーの打球には回転がかからずナックルボールみたいになったから、まっすぐ行ってリッチの右を抜けたんだ」と解説した。一塁走者フォーリも三塁へ進んでおり、4番ウィリー・スタージェルの犠牲フライで生還した。
8回表には一死一塁から、8番フィル・ガーナーの飛球に対し左翼手ベニー・アヤラが目測を誤り、エンタイトル二塁打とする。パーマーはこの打球について「あれは捕球されるべきだとほとんどの人が考えていると思う」と話した。パイレーツは一死二・三塁から、9番ビル・ロビンソンの犠牲フライと1番モレノの適時打で2点を加えて4－0とした。パーマーは、記録上は失策とならない味方の拙守に足を引っ張られた。一方、パイレーツは7回から2番手にケント・テカルヴを登板させる。テカルヴは第4戦で1.2イニング3失点と打ち込まれたが、この日は「いつもそうしたいけど、今夜は特に意識的に」ストライクゾーンの低めに球を集めて、3イニング無失点で締めた。パイレーツが3勝3敗のタイに追いつき、シリーズの行方は翌日の最終第7戦に持ち込まれた。

### 第7戦 10月17日
- メモリアル・スタジアム（メリーランド州ボルチモア）

|                          | 1 | 2 | 3 | 4 | 5 | 6 | 7 | 8 | 9 | R | H  | E |
| ------------------------ | - | - | - | - | - | - | - | - | - | - | -- | - |
| ピッツバーグ・パイレーツ | 0 | 0 | 0 | 0 | 0 | 2 | 0 | 0 | 2 | 4 | 10 | 0 |
| ボルチモア・オリオールズ | 0 | 0 | 1 | 0 | 0 | 0 | 0 | 0 | 0 | 1 | 4  | 2 |

1. 勝利：グラント・ジャクソン（1勝1敗）
2. セーブ：ケント・テカルヴ（1敗3S）
3. 敗戦：スコット・マクレガー（1敗）
4. 本塁打
PIT：ウィリー・スタージェル3号2ラン
BAL：リッチ・ダウアー1号ソロ
5. 審判
［球審］ジェリー・ニューデッカー（AL）
［塁審］一塁: ボブ・エンゲル（NL）、二塁: ラス・ゲーツ（AL）、三塁: テリー・テイタ（NL）
［外審］左翼: ジム・マッキーン（AL）、右翼: ポール・ランギー（NL）
6. 夜間試合  試合時間: 2時間54分  観客: 5万3733人
詳細: MLB.com Gameday / Baseball-Reference.com

| ピッツバーグ・パイレーツ | ピッツバーグ・パイレーツ | ピッツバーグ・パイレーツ | ピッツバーグ・パイレーツ | ピッツバーグ・パイレーツ                                                                                   | ボルチモア・オリオールズ | ボルチモア・オリオールズ | ボルチモア・オリオールズ | ボルチモア・オリオールズ | ボルチモア・オリオールズ                                                                                                   |
| ------------------------ | ------------------------ | ------------------------ | ------------------------ | --- | ------------------------ | ------------------------ | ------------------------ | ------------------------ | --- |
| 打順                     | 守備                     | 選手                     | 打席                     | J・ビビーS・ニコシアW・スター · ジェルP・ガーナーB・マドロックT・フォーリB・ロビンソンO・モレノD・パーカー | 打順                     | 守備                     | 選手                     | 打席                     | S・マクレガーR・デンプシーE・マレーR・ダウアーD・デシンセイK・ガルシアJ・ローウェン · スタインA・バンブリーK・シングルトン |
| 1                        | 中                       | O・モレノ                | 左                       | J・ビビーS・ニコシアW・スター · ジェルP・ガーナーB・マドロックT・フォーリB・ロビンソンO・モレノD・パーカー | 1                        | 中                       | A・バンブリー            | 左                       | S・マクレガーR・デンプシーE・マレーR・ダウアーD・デシンセイK・ガルシアJ・ローウェン · スタインA・バンブリーK・シングルトン |
| 2                        | 遊                       | T・フォーリ              | 右                       | J・ビビーS・ニコシアW・スター · ジェルP・ガーナーB・マドロックT・フォーリB・ロビンソンO・モレノD・パーカー | 2                        | 遊                       | K・ガルシア              | 右                       | S・マクレガーR・デンプシーE・マレーR・ダウアーD・デシンセイK・ガルシアJ・ローウェン · スタインA・バンブリーK・シングルトン |
| 3                        | 右                       | D・パーカー              | 左                       | J・ビビーS・ニコシアW・スター · ジェルP・ガーナーB・マドロックT・フォーリB・ロビンソンO・モレノD・パーカー | 3                        | 右                       | K・シングルトン          | 両                       | S・マクレガーR・デンプシーE・マレーR・ダウアーD・デシンセイK・ガルシアJ・ローウェン · スタインA・バンブリーK・シングルトン |
| 4                        | 左                       | B・ロビンソン            | 右                       | J・ビビーS・ニコシアW・スター · ジェルP・ガーナーB・マドロックT・フォーリB・ロビンソンO・モレノD・パーカー | 4                        | 一                       | E・マレー                | 両                       | S・マクレガーR・デンプシーE・マレーR・ダウアーD・デシンセイK・ガルシアJ・ローウェン · スタインA・バンブリーK・シングルトン |
| 5                        | 一                       | W・スタージェル          | 左                       | J・ビビーS・ニコシアW・スター · ジェルP・ガーナーB・マドロックT・フォーリB・ロビンソンO・モレノD・パーカー | 5                        | 左                       | J・ローウェンスタイン    | 左                       | S・マクレガーR・デンプシーE・マレーR・ダウアーD・デシンセイK・ガルシアJ・ローウェン · スタインA・バンブリーK・シングルトン |
| 6                        | 三                       | B・マドロック            | 右                       | J・ビビーS・ニコシアW・スター · ジェルP・ガーナーB・マドロックT・フォーリB・ロビンソンO・モレノD・パーカー | 6                        | 三                       | D・デシンセイ            | 右                       | S・マクレガーR・デンプシーE・マレーR・ダウアーD・デシンセイK・ガルシアJ・ローウェン · スタインA・バンブリーK・シングルトン |
| 7                        | 捕                       | S・ニコシア              | 右                       | J・ビビーS・ニコシアW・スター · ジェルP・ガーナーB・マドロックT・フォーリB・ロビンソンO・モレノD・パーカー | 7                        | 捕                       | R・デンプシー            | 右                       | S・マクレガーR・デンプシーE・マレーR・ダウアーD・デシンセイK・ガルシアJ・ローウェン · スタインA・バンブリーK・シングルトン |
| 8                        | 二                       | P・ガーナー              | 右                       | J・ビビーS・ニコシアW・スター · ジェルP・ガーナーB・マドロックT・フォーリB・ロビンソンO・モレノD・パーカー | 8                        | 二                       | R・ダウアー              | 右                       | S・マクレガーR・デンプシーE・マレーR・ダウアーD・デシンセイK・ガルシアJ・ローウェン · スタインA・バンブリーK・シングルトン |
| 9                        | 投                       | J・ビビー                | 右                       | J・ビビーS・ニコシアW・スター · ジェルP・ガーナーB・マドロックT・フォーリB・ロビンソンO・モレノD・パーカー | 9                        | 投                       | S・マクレガー            | 両                       | S・マクレガーR・デンプシーE・マレーR・ダウアーD・デシンセイK・ガルシアJ・ローウェン · スタインA・バンブリーK・シングルトン |
| 先発投手                 | 先発投手                 | 先発投手                 | 投球                     | J・ビビーS・ニコシアW・スター · ジェルP・ガーナーB・マドロックT・フォーリB・ロビンソンO・モレノD・パーカー | 先発投手                 | 先発投手                 | 先発投手                 | 投球                     | S・マクレガーR・デンプシーE・マレーR・ダウアーD・デシンセイK・ガルシアJ・ローウェン · スタインA・バンブリーK・シングルトン |
| J・ビビー                | J・ビビー                | J・ビビー                | 右                       | J・ビビーS・ニコシアW・スター · ジェルP・ガーナーB・マドロックT・フォーリB・ロビンソンO・モレノD・パーカー | S・マクレガー            | S・マクレガー            | S・マクレガー            | 左                       | S・マクレガーR・デンプシーE・マレーR・ダウアーD・デシンセイK・ガルシアJ・ローウェン · スタインA・バンブリーK・シングルトン |

この日、アメリカ合衆国大統領ジミー・カーターが球場に観戦に訪れた。現職大統領のシリーズ現地観戦は、1956年のドワイト・D・アイゼンハワー以来23年ぶりである。オリオールズのリック・デンプシーは「次は第7戦までもつれる前に来いよ」と野次ったという。
試合はオリオールズが3回裏、先頭打者リッチ・ダウアーが初球を先制ソロ本塁打とした。パイレーツ打線は初回表に一死二塁、2回表に二死一・二塁、4回表には5番ウィリー・スタージェルの二塁打などで一死一・三塁と、たびたび走者を得点圏に進める。しかしオリオールズ先発投手のスコット・マクレガーに要所を抑えられ、なかなか得点できない。5回表の攻撃でパイレーツは先発投手ジム・ビビーに代打を出し、その裏からは継投に入った。
6回表、オリオールズは一死から4番ビル・ロビンソンが左前打で出塁した。5番スタージェルは、前の打席でマクレガーの球を捉え損ねたと感じており、デーブ・パーカーに「もし同じ球が来たら今度は本塁打にしてやる」と宣言して打席に向かった。初球、マクレガーはスライダーを投じた。スタージェルがこの球に合わせてバットを振り抜くと、打球は右翼フェンスの奥のあるパイレーツのブルペンに向かって伸びていき、右翼手ケン・シングルトンは外野フェンスの上へグラブを伸ばした。だがそのグラブも届かず、打球はフェンスを越えて逆転の2点本塁打となった。グラブと打球との距離は「3ft（約91.4cm）かそれ以下しか離れてなかった」とジム・ルッカーは証言する。逆転後のパイレーツは3番手投手のグラント・ジャクソンが、相手打線が2番キコ・ガルシアから始まる6回裏、そして7回裏と2イニング連続で三者凡退に封じた。
8回裏、オリオールズは一死から9番・投手のマクレガーに代打リー・メイを送り、四球で同点の走者を塁に出す。続く1番アル・バンブリーもフルカウントから3球ファウルで粘り、9球目を選んで一・二塁とした。ここでパイレーツはG・ジャクソンからケント・テカルヴに継投した。テカルヴは2番ガルシアの代打の代打テリー・クロウリーを二ゴロに打ち取ったあと、3番シングルトンを敬遠して4番エディ・マレーとの勝負を選択した。シングルトンの敬遠の3球目あたりから、球場は「エディ、エディ、エディ」とチャントに包まれ期待が高まったが、マレーは2ボール2ストライクからの5球目を打ち上げて右飛に倒れ、オリオールズは同点・逆転の好機を逸した。マレーは今シリーズ最初の8打席で7度出塁したのに、その後は一転して21打数無安打と不振から抜け出せなかった。
パイレーツはこの危機を乗り切ると、9回表に2点を加えて突き放す。そして9回裏、テカルヴが先頭打者ゲイリー・レニキーから2者連続空振り三振のあと、代打パット・ケリーを1球で中飛に仕留めて試合終了、パイレーツが8年ぶりの優勝を決めた。シリーズMVPにはスタージェルが選出された。テカルヴによれば、スタージェルは前回出場した8年前のシリーズでたいして活躍できなかったという悔しい思いを持っており「今回は俺がやってやる」と意気込んでいたという。今シリーズでスタージェルは、7試合合計で7長打・25塁打という成績を残した。長打数は新記録、塁打数は1977年のレジー・ジャクソンと並び歴代最多タイである。